# 야마시타촌
야마시타촌(山下村)은 1955년까지 미야기현 와타리군에 있던 촌이다. 현재의 야마모토정 북부에 해당한다.

## 역사
가마쿠라 시대부터 전국시대까지는 와타리 가문의 지배하에 있었으며, 히시누마씨, 야마데라씨, 와타리씨, 와시타치씨, 다이헤이씨 등 와타리씨 가문의 토호들이 관을 세웠고, 고다이라에는 와타리 종류의 은거지였던 고다이라성(小平城)이 있었다.
- 1889년 4월 1일 - 정촌제 시행에 수반해 7촌의 구역으로 야마시타촌이 성립하였다.
- 1955년 2월 1일 - 야마시타촌 및 사카모토촌과 합병해, 야마모토정이 성립하였다.

## 지역

### 인구
| 1920년 | 6,614명  |  |
| 1925년 | 7,068명  |  |
| 1930년 | 7,346명  |  |
| 1935년 | 7,567명  |  |
| 1940년 | 8,148명  |  |
| 1947년 | 10,931명 |  |
| 1950년 | 11,527명 |  |

※국제조사로부터

## 교통

### 철도
- 일본국유철도 조반선

### 도로
- 국도 6호선